# Serjania paleata
Serjania paleata är en kinesträdsväxtart som beskrevs av Ludwig Radlkofer. Serjania paleata ingår i släktet Serjania och familjen kinesträdsväxter. Inga underarter finns listade i Catalogue of Life.